# Міетджіе-се-Крааль (ПАР)
Міетджіе-се-Крааль (англ. Mietjie se Kraal) — населений пункт в районі Еден, Західна Капська провінція, ПАР.
| Прапор ПАР | Це незавершена стаття про Південно-Африканську Республіку. Ви можете допомогти проєкту, виправивши або дописавши її. |